# Ireneusz Białek
Ireneusz Białek (ur. 16 czerwca 1974 w Krakowie) – dyrektor Centrum Dostępności Uniwersytetu Jagiellońskiego, działacz na rzecz idei społecznych zapisanych w Konwencji ONZ o prawach osób z niepełnosprawnościami, członek międzynarodowej sieci innowatorów społecznych, reportażysta, radiowiec.

## Życiorys
Pomysłodawca i kreator edukacji włączającej oraz twórca wielu programów wsparcia edukacyjnego w Uniwersytecie Jagiellońskim, których podstawy wypracował z zespołem CD UJ oraz we współpracy z duńskim filozofem prof. Willym Aastrupem (1948–2019).
Absolwent Instytutu Nauk Politycznych UJ. W czasie studiów dziennikarskich prezenter muzyczny w lokalnych stacjach radiowych, a po zakończeniu studiów, współpracownik Studia Reportażu i Dokumentu Polskiego Radia oraz rozgłośni regionalnych. Laureat konkursu im. Jacka Stwory za najlepszy reportaż radiowy roku 2000 pt: „Paige”. Dwukrotnie otrzymał nagrodę w konkursie radiowej Trójki i „Gazety Wyborczej” za najlepsze reportaże 2000 i 2001 r., w tym za słynną audycję poświęconą Tomaszowi Beksińskiemu „Romantycy muzyki rockowej”.
W latach 2007–2016 zaangażowany w prace Komisji ds. Osób z Niepełnosprawnością przy Rzeczniku Praw Obywatelskich.
W latach 2013 – 2018 kierował pracami think tanku Come CloSeR w ramach Fundacji Menedżerowie Jutra MOFFIN. We współpracy z liderami i liderkami ds. społecznej odpowiedzialności biznesu, wpłynął na stworzenie praktycznych programów wsparcia osób z niepełnosprawnościami chcących pracować w firmach międzynarodowych. Pomysłodawca i współtwórca przewodnika dla menedżerów „Dostępna firma, dostępne otoczenie”. Od 2016 r. członek Komisji ds. Wyrównywania Szans Edukacyjnych przy Konferencji Rektorów Akademickich Szkół Polskich.
Od 2017 r.  Ashoka Fellow – członek międzynarodowej sieci innowatorów społecznych. W 2017 r. trafił na Listę Mocy, czyli stu najbardziej wpływowych Polek i Polaków z niepełnosprawnościami, opublikowaną przez Stowarzyszenie Przyjaciół Integracji. W latach 2018–2019 współpracował z Narodowym Centrum Badań i Rozwoju przy tworzeniu modeli dostępności uczelni do potrzeb osób z niepełnosprawnościami, które obowiązują w konkursie „Uczelnia dostępna”, finansowanym ze środków Europejskiego Funduszu Społecznego.
Od 2020 r. członek Rady Uniwersytetu Jagiellońskiego ds. Odpowiedzialnego Wsparcia i Zrównoważonego Rozwoju.
Od 1 marca 2023 r. dyrektor Centrum Dostępności Uniwersytetu Jagiellońskiego.
Za swoje sukcesy zawodowe wielokrotnie nagradzany przez Rektora Uniwersytetu Jagiellońskiego. Za wybitne osiągnięcia w działalności społecznej otrzymał w 2009 r. Złoty Krzyż Zasługi od Prezydenta Rzeczypospolitej Polskiej.
Autor eseju „Przechadzka z »Innym«”, opublikowanego w monografii „Życie z niepełnosprawnością w świecie VUCA” przez Wydawnictwo Uniwersytetu Łódzkiego.